# BlocBoy JB
BlocBoy JB, pseudonimo di James Lee Baker (Memphis, 19 maggio 1996), è un rapper statunitense. È noto soprattutto per il suo singolo del 2018 Look Alive con Drake, che ha raggiunto la quinta posizione nella Billboard Hot 100.

## Biografia
James Baker è nato il 19 maggio 1996 a Memphis, Tennessee.
All'età di 14 anni, Baker divenne affiliato dei Grape Street Watts Crips. L'affiliazione di Baker è menzionata in molti dei suoi brani, incluso Rover. Baker ha scontato un mese di prigione nel 2012 per invasione domestica e ha scontato il resto della pena agli arresti domiciliari.
Baker iniziò a fare musica quando aveva quattordici anni, quando si trasferì a Raleigh nel nord di Memphis e incontrò Tay Keith (che in seguito avrebbe prodotto Look Alive), e i due iniziarono a fare musica insieme poco dopo.

## Carriera

### 2012-2016: prima musica, fama e controversie
Baker ha iniziato a pubblicare musica sulla sua pagina SoundCloud nel 2012. Ha pubblicato il suo primo mixtape, Who Am I, nel 2016. Conteneva la traccia No Chorus Pt. 6, che ha raggiunto più di tre milioni di visualizzazioni su YouTube.

### 2017-2018: Shoot dance,BillboardHot 100 eXXL
L'estate successiva, ha pubblicato la canzone Shoot, che ha generato una tendenza di danza chiamata "shoot dance". Un altro singolo, Rover, è stato pubblicato all'inizio del 2018.
I successi di Baker hanno attirato l'attenzione del rapper canadese Drake, che annunciò che avrebbe pubblicato un remix di Rover, che poi non fu pubblicato, ma portò i due rapper a collaborare in un singolo intitolato Look Alive, che è stato rilasciato nel febbraio 2018 e ha debuttato alla sesta posizione della Billboard Hot 100.
Dopo l'uscita di Look Alive, Baker ha diffuso le voci che presto avrebbe firmato per l'etichetta di Drake OVO Sound, dicendo "Sto cercando di capire quale sarà la mia mossa".  È anche apparso nell'album di Moneybagg Yo 2 Heartless.
Il 23 marzo 2018, Baker ha pubblicato Rover 2.0, un remix di Rover, con il rapper 21 Savage. Il singolo è stato il secondo brano con più successo di Baker in una classifica Billboard, raggiungendo il numero due nei singoli di Bubbling Under Hot 100. È apparso anche in Bad Company di ASAP Rocky.
Dopo aver pubblicato il singolo Prod by Bloc, ha annunciato il mixtape Simi,  rivelando anche la tracklist che comprendeva collaborazioni di Lil Pump, YG, Drake e 21 Savage. Baker è stato nominato come uno dei membri della "Freshman Class 2018" di XXL il 12 giugno 2018.
Il 30 ottobre 2018, Baker ha pubblicato il suo EP, Don't Think That, che includeva le collaborazioni di Lil Uzi Vert e Hoodrich Pablo Juan.

### 2019-presente: ottavo mixtape
Baker ha pubblicato il suo ottavo mixtape, I Am Me, il 14 giugno 2019, che includeva featuring di Lil Durk e Moneybagg Yo.
Nel marzo 2020, Baker ha pubblicato il suo primo singolo ufficiale del 2020, Swervin. Nel maggio 2020, ha pubblicato il suo attesissimo singolo, No Chorus, Pt. 12, prodotto dal collaboratore di lunga data Tay Keith.

## Discografia

### Album in studio
- 2020 – FatBoy

### Mixtape
- 2016 – Who Am I
- 2016 – Grape Juice
- 2016 – Who Am I 2
- 2017 – Loco
- 2017 – Who Am I 3
- 2017 – The Purple M&M
- 2018 – A Few Grapes
- 2018 – Simi
- 2018 – Empire Bloc (con Empire Dott)
- 2019 – I Am Me

### EP
- Don't Think That

### Singoli
- 2017 – First Day Bacc on da Bloc
- 2017 – Shoot
- 2017 – Rover
- 2018 – Look Alive (feat. Drake)
- 2018 – Rover 2.0 (feat. 21 Savage)
- 2018 – Prod By Bloc
- 2018 – Let It Go (con 88rising and Higher Brothers)
- 2018 – Don't Say That (feat. Lil Uzi Vert)
- 2018 – Club Roc
- 2019 – ChopBloc (con NLE Choppa)
- 2019 – House Party
- 2019 – Mercedes
- 2019 – ChopBloc 2 (con NLE Choppa)
- 2020 – Swervin
- 2020 – No Chorus, Pt. 12 (con Tay Keith)
- 2020 – Do What I Do
- 2020 – Count Up
- 2020 – ChopBloc, Pt. 3 (con NLE Choppa)

### Singoli in collaborazione
- 2018 – Hard (No Jumper feat. Tay K e BlocBoy JB)
- 2018 – Bad Company (A$AP Rocky feat. BlocBoy JB)
- 2018 – Slow Dance (Brianna Perry feat. BlocBoy JB)
- 2018 – Yoppa (Lil Mosey feat. BlocBoy JB)
- 2018 – Drop (G-Eazy feat. Blac Youngsta e BlocBoy JB)
- 2018 – We Bangin' Grape (Lil One Hunnet featuring BlocBoy JB and 03 Greedo)
- 2018 – Better (Chantel Jeffries feat. BlocBoy JB e Vory)
- 2019 – Camelot (Remix) (NLE Choppa feat. Yo Gotti, BlocBoy JB e Moneybagg Yo)